# Zafra fuscolineata
Zafra fuscolineata är en snäckart som beskrevs av Oliver 1915. Zafra fuscolineata ingår i släktet Zafra och familjen Columbellidae. Inga underarter finns listade i Catalogue of Life.